# Buizin
Le Buizin est un ruisseau , en partie canalisé, du massif du Bugey dans le département de l'Ain, dans la région Auvergne-Rhône-Alpes. Il est connu pour ses cuves, dans le hameau de Vaux-Févroux, qui forment des marmites et des cascades.

## Géographie
Le Buizin prend sa source, en haut de la Combe à Billet, au pied du Mont Falcon , vers 740 m d'altitude, et se jette actuellement dans l'Albarine à Saint-Denis-en-Bugey, vers 243 m d'altitude. Toutefois, avant le XIXe siècle, il coulait en direction de Lagnieu et se jetait dans le Rhône, mais une partie du cours d'eau a été déviée au XIVe siècle par des moines locaux[réf. nécessaire]. Désormais, tout le ruisseau est canalisé du village de Vaux-en-Bugey jusqu'à Saint-Denis-en-Bugey et Lagnieu n'est plus arrosé par le cours d'eau.
Le Buizin traverse la zone hydrographique de « l'Albarine de la Câline à l'Ain » et passe par les communes de Souclin, Saint-Sorlin-en-Bugey, Vaux-en-Bugey, Ambutrix et Saint-Denis-en-Bugey ainsi que par le hameau de Vaux-Févroux.
La principale source, au niveau de laquelle le Buizin ne tarit jamais, est celle de la "Fontaine Noire", située au pied des "rochers de Buis", site qui a peut-être donné le nom à la rivière. Sur la carte de Cassini de 1770, le Buizin prend sa source à cet endroit là.
Le Buizin canalisé rejoint la nappe phréatique au lieu-dit des "Terres Guillet" au sud de la RN 75. Une autre partie du Buizin est dévié et se jette directement dans l'Albarine, via une canalisation, à la hauteur du pont routier et ferroviaire.
La profondeur moyenne du ruisseau est de 15 cm et son débit moyen est d'environ 1 m3 / sec.
Le cours d'eau traverse une Zone naturelle d'intérêt écologique, faunistique et floristique de type 2 et  de type 1 à Vaux-Fevroux, en raison des espèces remarquables qui peuvent y vivre.
En 2022 et en 2023, des aménagements du cours d'eau ont été réalisés pour restaurer et stabiliser les berges, mieux gérer le débit et faciliter la préservation de la ripisylve , ainsi que la faune aquatique, en renforçant les berges et les digues, en posant des batardeaux, en réalisant des bassins d'écrêtement et en créant des espaces, dans le lit de la rivière, en installant des roches de taille différente pour aménager des abris pour la faune piscicole, notamment la truite fario et les écrevisses.

## Histoire
Une partie du ruisseau a été dévié, au XIVe siècle, pour permettre l’utilisation de la force hydraulique à Saint-Denis-en-Bugey afin de faire fonctionner de nouveaux moulins (les anciens ayant été emportés par une crue de l'Albarine). Auparavant, le cours d'eau suivait la pente naturelle et rejoignait le Rhône à Lagnieu.
Au XIXe siècle, on installe un aqueduc sur la colline de Saint-Denis-en-Bugey. L'ouvrage date de 1836. Plusieurs moulins sont référencés en 1856 dans l'actuelle rue Victor Hugo de Saint-Denis-en-Bugey.
En 1967, des ouvrages en béton et une déviation est réalisée, notamment pour passer au-dessus du chemin de fer de la Ligne d'Ambérieu à Montalieu-Vercieu.

### Crue historique du dimanche de la Pentecôte de 1864
L'année 1864 est restée dans les mémoires pour l'inondation subite du village de Vaux-en-Bugey, alors qu'il n'avait pas plu sur le village. L'orage s'était abattu sur Saint-Sorlin, gonflant rapidement le débit du ruisseau.

### Crues historiques des 14/15/16 février 1990 et des 21/22 décembre 1991
Ces deux épisodes d'inondations historiques, à la suite des crues de l'Albarine et du Buizin, inondant une grande partie des villages traversés, ont amené à réaliser des études d'aléas et d'aménagements des cours d'eau. Le PPRN a estimé le débit de la crue a 8,6 m3 / sec, pour un risque de débordement avec un débit de 5 m3 / sec.

### Crue de juin 2021
Dans la nuit du dimanche 20 au lundi 21 juin 2021, à la suite de violents orages, le village de Vaux-en-Bugey ainsi que son hameau Vaux-Févroux niché entre 2 montagnes, sont victimes d'une crue dévastatrice : le Buizin, pourtant habituellement assez paisible, a quitté son lit plusieurs fois en amont du village aux alentours d'1h30 du matin et a inondé rues et places, entraînant des coulées de boue, des murs et des ponts effondrés, des routes abîmées, et des cultures noyées.Certaines berges ont même été détruites. Cette abondance aurait pris naissance au cœur du massif, certainement vers Souclin, où l'on notait des pluies très intenses, d'environ 101mm en 3h,. Selon Françoise Rabilloud-Veysset, la maire du village, le ruisseau aurait atteint les 3m50, ne faisant qu'environ 50cm de hauteur d'habitude. Les pompiers sont intervenus avec pour objectif principal l'évacuation des habitants touchés, la protection des biens et effectuer des opérations de pompage.

## Intérêt écologique

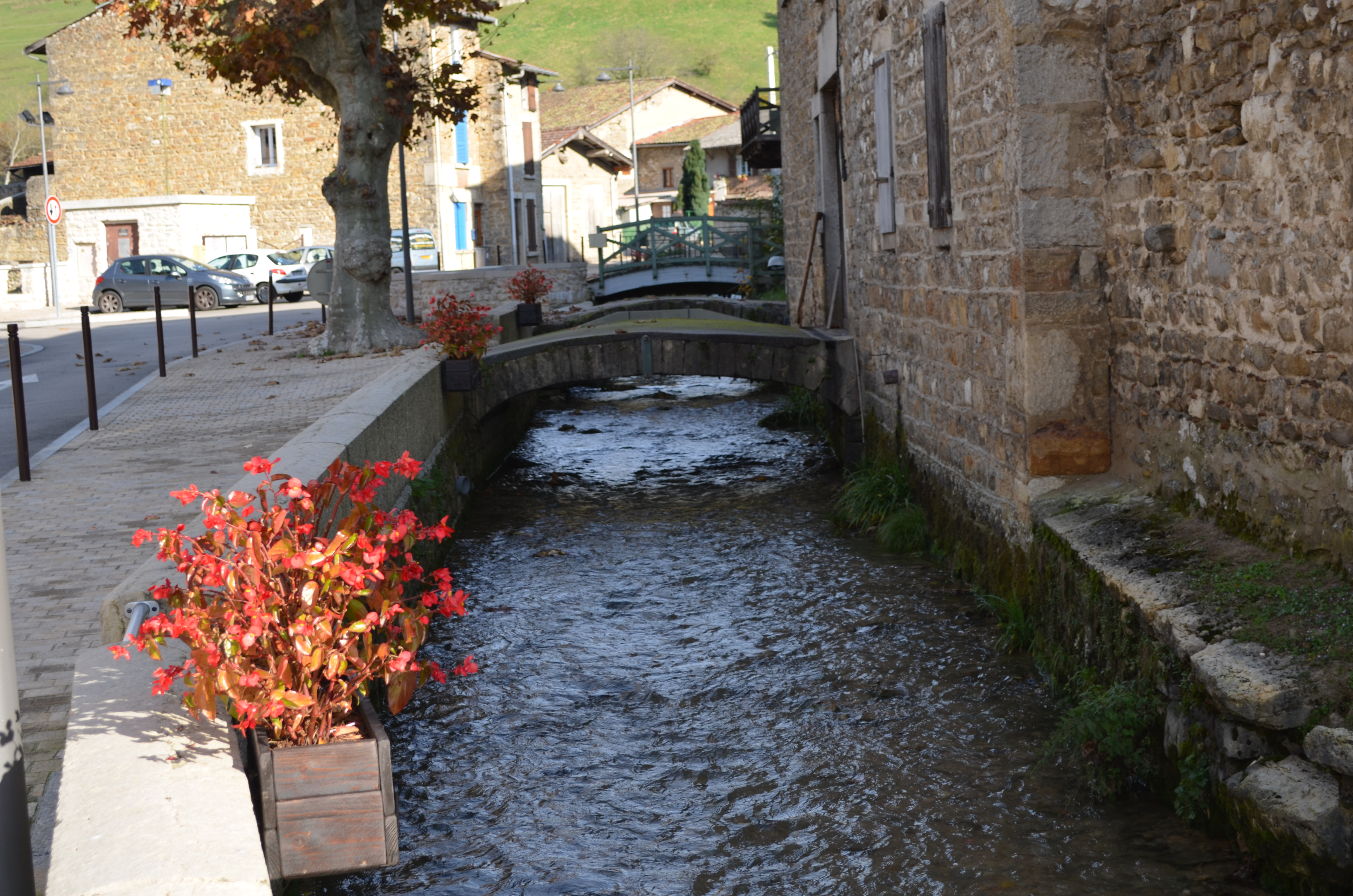
Le Buizin à Vaux-en-Bugey.

La partie du Buizin sous Vaux-Févroux est classé en zone naturelle d'intérêt écologique, faunistique et floristique de type I. Cette partie du ruisseau abrite l’écrevisse à pattes blanches, un excellent indicateur de la bonne qualité de l'eau,

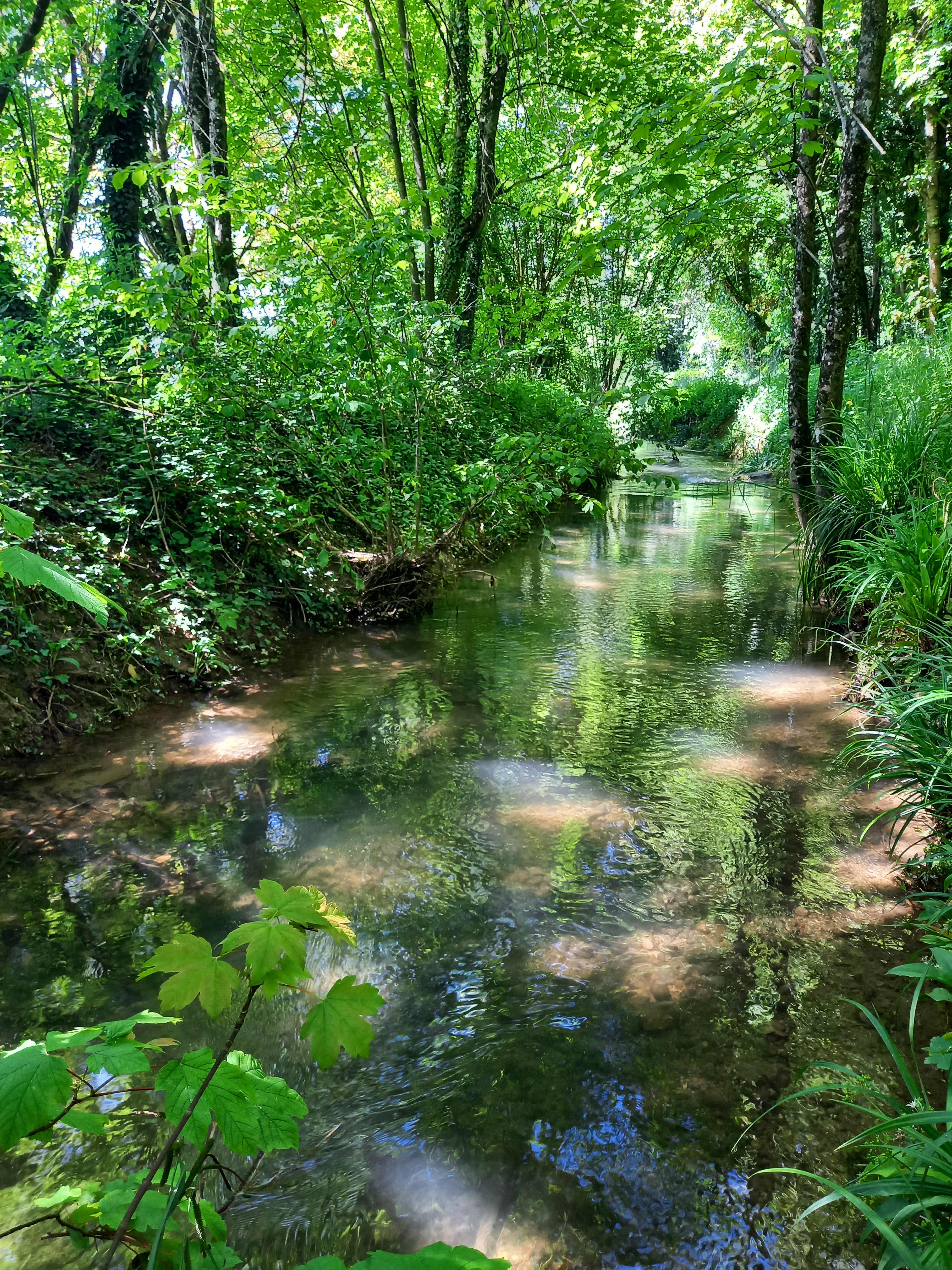
La rivière du Buizin, aux Rochettes, le long du chemin des Mouchonnières, à Ambutrix.

Le ruisseau ayant conservé son caractère sauvage lorsque l'on pénètre dans les montagnes du Bugey méridional, la préservation de la faune et de la flore est essentielle. Voilà pourquoi, la partie en amont de Vaux-en-Bugey est classée en ZNIEFF de type II. Outre la faune d'Invertébrés et de vertébrés protégés, des essences végétales qui poussent dans ces bois, traversés par le cours d'eau, sont également protégées, à l'instar de l'orme de montagne.
Pour éviter une mortalité accrue de la faune de la rivière, il est formellement interdit de jeter, rincer, nettoyer dans la rivière.

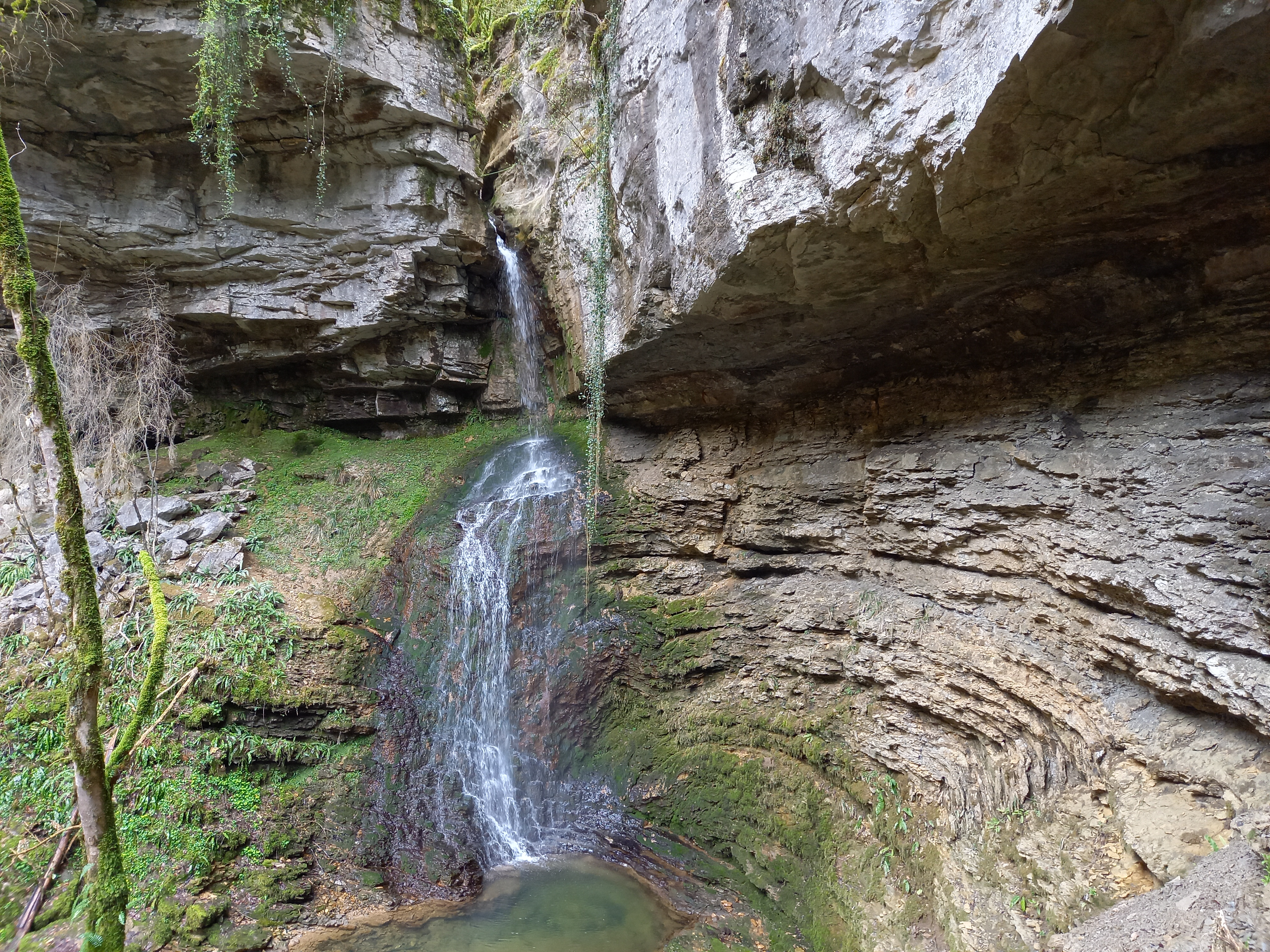
Cirque de la reculée de la vallée du Buizin.

## Intérêt touristique
Les « cuves du Buizin » sont une série de marmites plus ou moins profondes situées sous un enchaînement de cascades et formant une curiosité naturelle visitée par les touristes et les adeptes de canyoning.
La haute vallée du Buizin est également connue pour avoir accueilli l'un des premiers gisements exploités de gaz naturel en France, dans le premier quart du XXe siècle.
En février 2012, des pratiquants d’escalade glaciaire ont pu pratiquer leur activité sur les cascades gelées du Buizin.
Depuis 2019, une petite randonnée, appelée "sentier du Buizin", d'une longueur de 8,6 km, traversant Vaux-en-Bugey , Ambutrix et Saint-Denis-en-Bugey , permet de découvrir l'histoire ainsi que la faune et la flore associés à la rivière.